# Fipsen

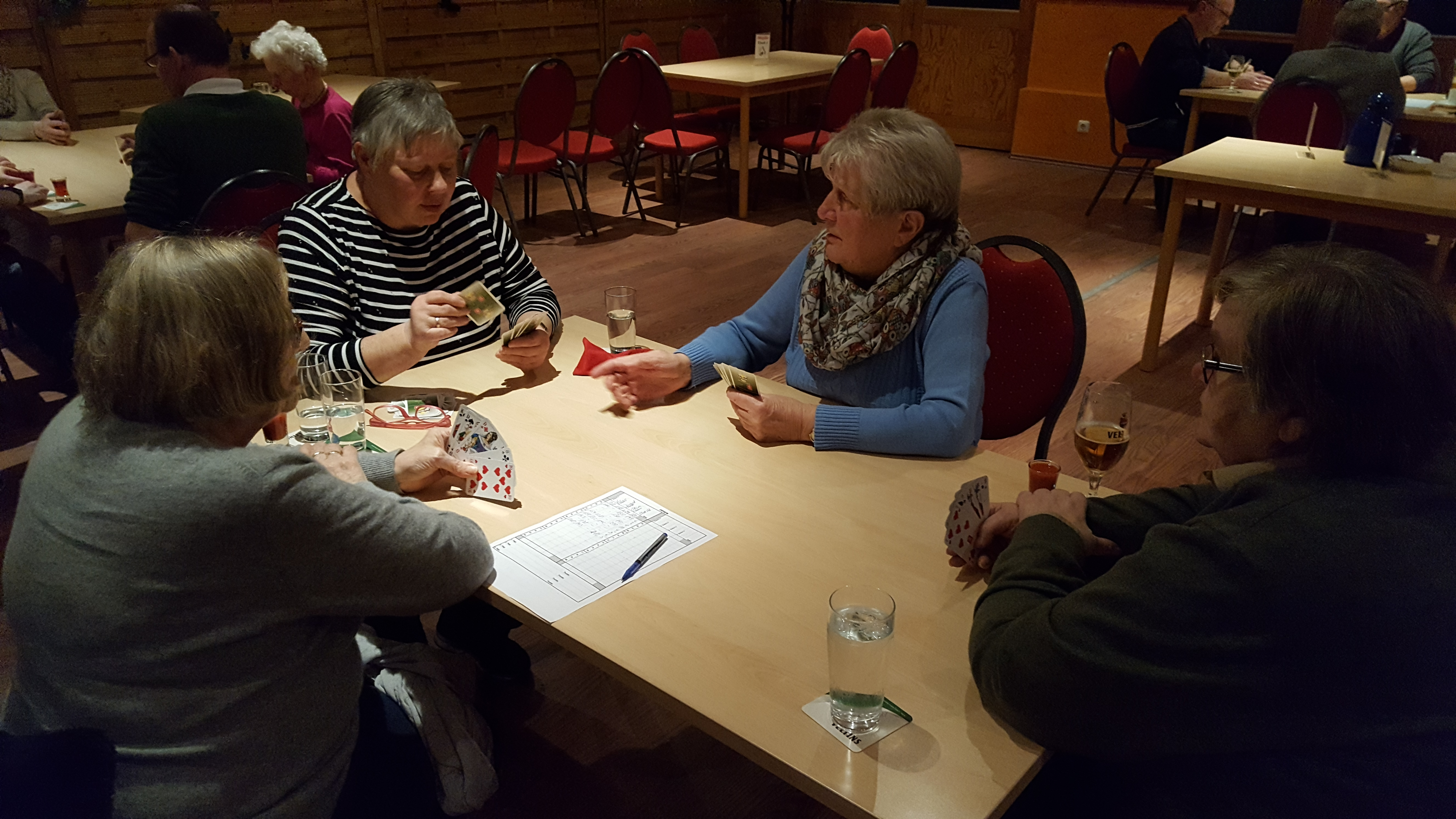
Fipsen Spieler in Großenaspe

Fipsen oder Fips ist ein altes norddeutsches Kartenspiel für 4 oder 5 Spieler, das in mancher Hinsicht dem britischen Nap ähnelt. Es ist ein Stichspiel, das mit einem Skatspiel gespielt wird und einst in ganz Norddeutschland in den ehemaligen Bundesländern Schleswig, Holstein, Mecklenburg und Pommern beliebt war, heute aber auf die Region Südholstein beschränkt ist. Im Dorf Thedinghausen in Niedersachsen wird unter demselben Namen ein ganz anderes Spiel für Hedewigs gespielt. Es wurde als „ganz besonderes Kartenspiel“ beschrieben, das „uralt, aber sehr leicht zu erlernen“ ist.

## Geschichte und Verbreitung
Fipsen ist ein altes norddeutsches Kartenspiel, das in den Quellen des späten 18. und frühen 19. Jahrhunderts auftaucht. 1756 erscheint der Begriff in einem Osnabrücker Dialektwörterbuch als "Fipsen: von einem gewissen Kartenspiel" und 1781 wird er in einem Niederdeutschen Wörterbuch für die Region Pommern als "Fipps, ein Kartenspiel." Mitte des 19. Jahrhunderts war es ein beliebter Zeitvertreib auf dem Lande, zum Beispiel in Dithmarschen in Nordfriesland war es "ein bei Bauern sehr beliebtes Spiel" und weiter weg in Mecklenburg spielten es die Bauern neben Dreikart und Solo. Auch Finder berichtet, dass es damals in den Vierlanden von Hamburg zusammen mit Dreekort und anderen Spielen gespielt wurde.
Der Name könnte jedoch für mehr als ein Spiel verwendet worden sein. Mensing berichtet 1929, dass Fipsen ein Kartenspiel „mit ähnlichen oder denselben Regeln wie ‚Dreekaart‘“ sei. und Wossidlo erzählt uns, dass „Fipp“ ein „Kartenspiel ist, das mit drei oder fünf Karten gespielt wird.“ Der erste Bericht über tatsächliche Regeln erscheint erst 1957, wo zwei Varianten des Spiels beschrieben werden, wie sie in Mecklenburg gespielt werden.
Heute wird Fipsen noch in Norddeutschland in Holstein gespielt, zum Beispiel in den Kreisen Pinneberg, Segeberg und Stormarn in Schleswig-Holstein. Es gibt mindestens zwei verschiedene Varianten vom holsteinisches Fipsen, wie sie in Prisdorf und Großenaspe gespielt werden. Turniere werden manchmal gespielt, zum Beispiel 2017 bei Pinneberg.
Im Dorf Thedinghausen, in der Nähe von Verden in Niedersachsen, wird ein ganz anderes Spiel, auch Fipsen genannt, zwischen fünf Spielern gespielt, traditionell um „Hedewigs“.

## Mecklenburgisches Fips

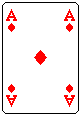
Die Rutenas

Wossidlo und Teuchert geben eine kurze Beschreibung von zwei Varianten des Fips aus der Mitte des 20. Jahrhunderts in Mecklenburg. In beiden Fällen werden alle Karokarten aus einem 32-Blatt Skatkarte des deutschen Bildes entfernt, mit Ausnahme des Ass, der als Rutenas bekannt ist. Karo ist daher die bevorzugte Farbe und es gibt insgesamt nur 25 Karten.
| Rangfolge beim mecklenburgischen Fips |                  |                  |                  |
| Kreuz                                 | Herz             | Pik              | Karo (bevorzugt) |
| A K Q J 10 9 8 7                      | A K Q J 10 9 8 7 | A K Q J 10 9 8 7 | A                |

Die erste Variante ist Anseggerfips („Ansager-Fips“). Der Kartengeber teilte fünf Karten an jeder Spieler aus, der Rest bildete einen Skat oder Dutt mit fünf Karten. Vorhand begann dann die Bietrunde, indem er passte oder die Anzahl der Stiche, die er oder sie machen wollte, bot. Die nachkommende Mitspieler konnten passen oder eine höhere Anzahl von Stichen bieten oder, wenn sie die Rutenas hielten, Karo als Trumpf ansagen, sodass beispielsweise ein „Rutenzwei“ eine „Zwei“ überbot. Sagte man „Fips“ war man verpflichtet, alle fünf Stiche zu machen, um zu gewinnen. Das konnte nur von einem „Rutenfips“ überboten werden. Vermutlich wurde den Dutt nicht benutzt. Wenn alle passten, wurden die Karten eingeworfen und neu ausgeteilt. Der eigentliche Spielverlauf wird nicht beschrieben, könnte aber dem modernen holsteinischen Fipsen (siehe unten) ähnlich gewesen sein.
Die zweite Variante war Duttfips. Das Bieten war anders. Vorhand durfte nicht passen, konnte aber einen von vier Spiele ansagen. Im niedrigsten nahm sie den Dutt, legte fünf Karten aus der resultierenden Blatt ab und sagte Trümpfe an, wobei er spielte, um die Mehrheit der Stiche zu gewinnen. Dieses Spiel konnte von den anderen Spielern mit einem „Ruten oewer!“ überboten werden – dem gleichen Spiel, aber mit den Rutenas als einziger Trumpfkarte. Das nächsthöhere Gebot war ein „Fips“ und das höchste wie zuvor ein „Rutenfips“. Wahrscheinlich gab es nur eine Bietrunde und die Spieler konnten direkt zu ihrem höchsten Gebot übergehen, wobei der „Dutt“ jeweils verfügbar war.

## Holsteinisches Fipsen
Es gibt mindestens zwei Varianten. Die Prisdorfer Variante wird in der Umgebung von Prisdorf nördlich von Hamburg und zeichnet sich durch ein verkürztes Kartenspiel, die Möglichkeit, ohne den Skat zu spielen, und den Bonus von „Siebener Fips“ aus. Die Großenasper Variante wird in diesem Dorf gespielt und verwendet das vollständige Kartenspiel mit 32 Blätter. Anders als bei seinem Gegenstück in Prisdorf gibt es keine „Hand“-Spiele und ein „Siebener Fips“ wird nicht anerkannt.

### Prisdorfer Variante

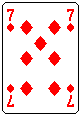
Die einzige Karokarte im Prisdorfer Fipsen

Es wird ein französisches Skatspiel verwendet, aus dem alle Karo mit Ausnahme der ♦7 abgelegt werden, sodass insgesamt 25 Karten übrig bleiben. Auch hier ist Karo die bevorzugte Farbe. Innerhalb ihrer Farben haben sie ihre natürliche Rangfolge:
| Rangfolge beim Prisdorfer Fipsen |                  |                  |                  |
| Kreuz                            | Herz             | Pik              | Karo (bevorzugt) |
| A K Q J 10 9 8 7                 | A K Q J 10 9 8 7 | A K Q J 10 9 8 7 | 7                |

Es gibt vier Spieler und das Geben und Spielen erfolgt im Uhrzeigersinn. Ein Skat mit zwei Karten wird auf den Tisch gelegt, nachdem jedem Spieler das erste Paket mit 3 Karten ausgeteilt wurde und bevor das zweite Paket mit 2 Karten ausgeteilt wird, wodurch jeder Spieler fünf Handkarten erhält. Drei Karten werden beiseite gelegt und nur für das Sondergebot „Kieker“ verwendet. Anschließend gibt es eine Auktion, bei der die Spieler bieten, um Alleinspieler zu werden, der dann allein gegen die anderen drei spielt. Die Spieler bieten die Anzahl der Stiche, die sie machen möchten. Der Spielwert entspricht der Anzahl der gebotenen Stiche, z. B. ein Gebot von 3 Stichen ist 3 Punkte wert, multipliziert mit einem oder beiden der folgenden Spiele:
- „Handspiel“ – Der Alleinspieler entscheidet sich, den Skat nicht zu verwenden. Verdoppelt den Spielwert.

- „Ruten“ – Der Alleinspieler nennt Karo als Trumpf an (es gibt nur einen Karokarte). Verdoppelt ebenfalls den Spielwert.

Beginnend mit Vorhand können Spieler eine Anzahl von Stichen passen oder bieten. Das Bieten beginnt bei zwei und ein früherer Spieler kann ein höheres nachfolgendes Gebot „halten“ oder überbieten. Wenn einer der zwei bietende passt, kann der nächste Spieler mit einem höheren Gebot in die Auktion einsteigen; der frühere Spieler kann dann halten, passen oder noch höher bieten. Ein „Hand“-Gebot ist eine Verpflichtung, ohne Verwendung des Skats zu spielen und ist höher als das entsprechende numerische Gebot, d. h. eine „2 Hand“ ist höher als eine „2“, aber eine „3“ ist höher als eine „2 Hand“. Ein Spieler ohne Bildkarten kann einen „Kieker“ bieten, der zwischen einer „4“ und einer „5“ liegt und eine Verpflichtung ist, alle fünf Stiche zu machen, nachdem er den Skat und den Stock aufgenommen hat (und somit insgesamt 10 Karten hat) und fünf beliebige Karten verdeckt abgelegt hat, bevor er Trumpf ansagt. Bei jedem Gebot außer „Hand“ oder „Kieker“ nimmt der Alleinspieler den Skat auf und wirft zwei beliebige Karten ab, bevor er die Trumpfkarte ansagt. Ein Spieler mit vier Siebenen und einem Ass kann einen „Siebener Fips“ ansagen und gewinnt das Spiel, ohne dass dieser gespielt wird, und erhält 30 Punkte. Wenn alle passen, werden die Karten vom gleichen Geber neu ausgeteilt.
Vorhand führt nun zum ersten Stich. Die Spieler müssen Farbe bedienen, können aber, wenn sie dazu nicht in der Lage sind, jede beliebige Karte spielen. Wenn der Alleinspieler außerdem alle Stiche gewinnt, ist dies ein „Durch“, und die Punktzahl wird verdoppelt. Wenn der Alleinspieler das Ziel jedoch nicht erreicht, verliert er doppelt.

### Grossenasper Variante

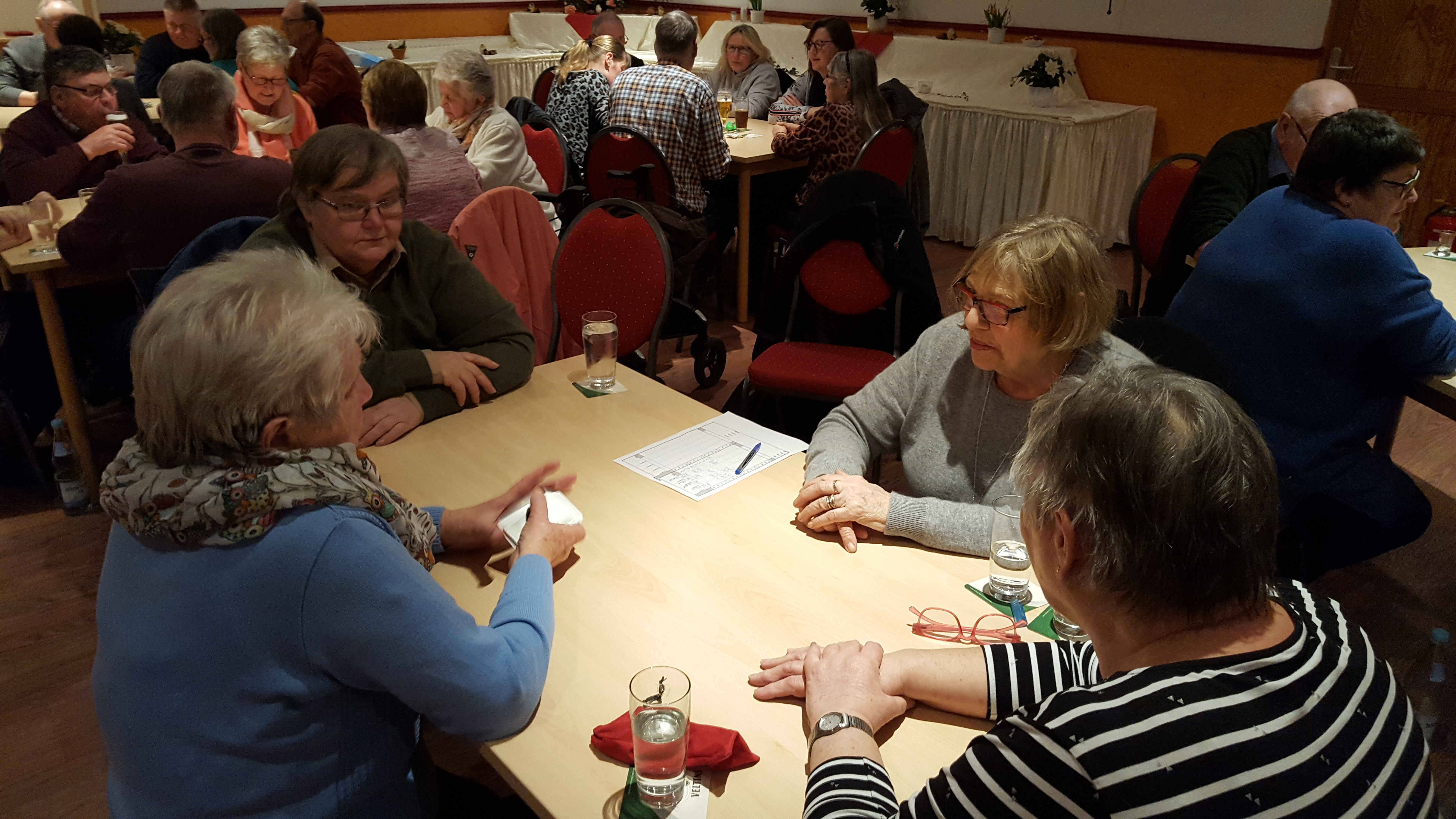
Fipsen-Turnier unterwegs in Großenaspe (März 2020).

Ein voller Skatspiel mit 32 Karten des Berliner Bilds wird verwendet. Die Karten haben ihre naturliche Rangfolge, diesmal aber is Kreuz die bevorzugte Farbe. Drei bis fünf Personen können spielen, aber vier ist am besten.
| Rangfolge beim Grossenasper Fipsen |                  |                  |                  |
| Kreuz (bevorzugt)                  | Herz             | Pik              | Karo             |
| A K Q J 10 9 8 7                   | A K Q J 10 9 8 7 | A K Q J 10 9 8 7 | A K Q J 10 9 8 7 |

Die Spieler ziehen Karten und derjenige, der Kreuz zieht, wird zum Schreiber oder Punktezähler und die Person links vom Schreiber wird zum ersten Geber. Das Geben erfolgt wie zuvor und es wird nicht abgehoben. Die Spieler bieten von „Eins“ bis „Fünf“ für die Anzahl der Stiche, die sie zu machen hoffen. Jedes numerische Angebot kann durch eine höhere Zahl überboten werden oder durch Kreuz, die Vorzugsfarbe, indem man „Gute“ sagt. So überbietet man eine „Drei“ mit „Drei Gute“, welche aber von „Vier“ geschlagen wird. Das höchste Angebot ist „Gute Fips“, das ein Versprechen ist, mit Kreuz als Trumpf zu spielen und alle fünf Stiche ohne Hilfe des Skats zu gewinnen; dies ist das einzige zulässige Handspiel. Außerdem kann ein Spieler ohne Bildkarten wie bei der Prisdorfer Variante einen „Kieker“ (auch „Gucker“ genannt) bieten, der zwischen Vier und Fünf zählt. Bei Erfolg wirft der Spieler, der einen Kieker ansagt, die ausgeteilten Karten ab und nimmt Skat und Stock (12 Karten) auf, von denen 7 weitere Karten abgelegt werden müssen, um eine Hand mit fünf Karten zu haben. An diesem Punkt kann der Spieler passen und jeder Gegenspieler 5 Punkte abgeben oder Trumpf ansagen und spielen. Wenn fünf spielen, hält der Kieker-Ansager seine 5 Handkarten, nimmt den Skat (2 Karten) und den Stock (5 Karten), und legt 7 Karten ab.

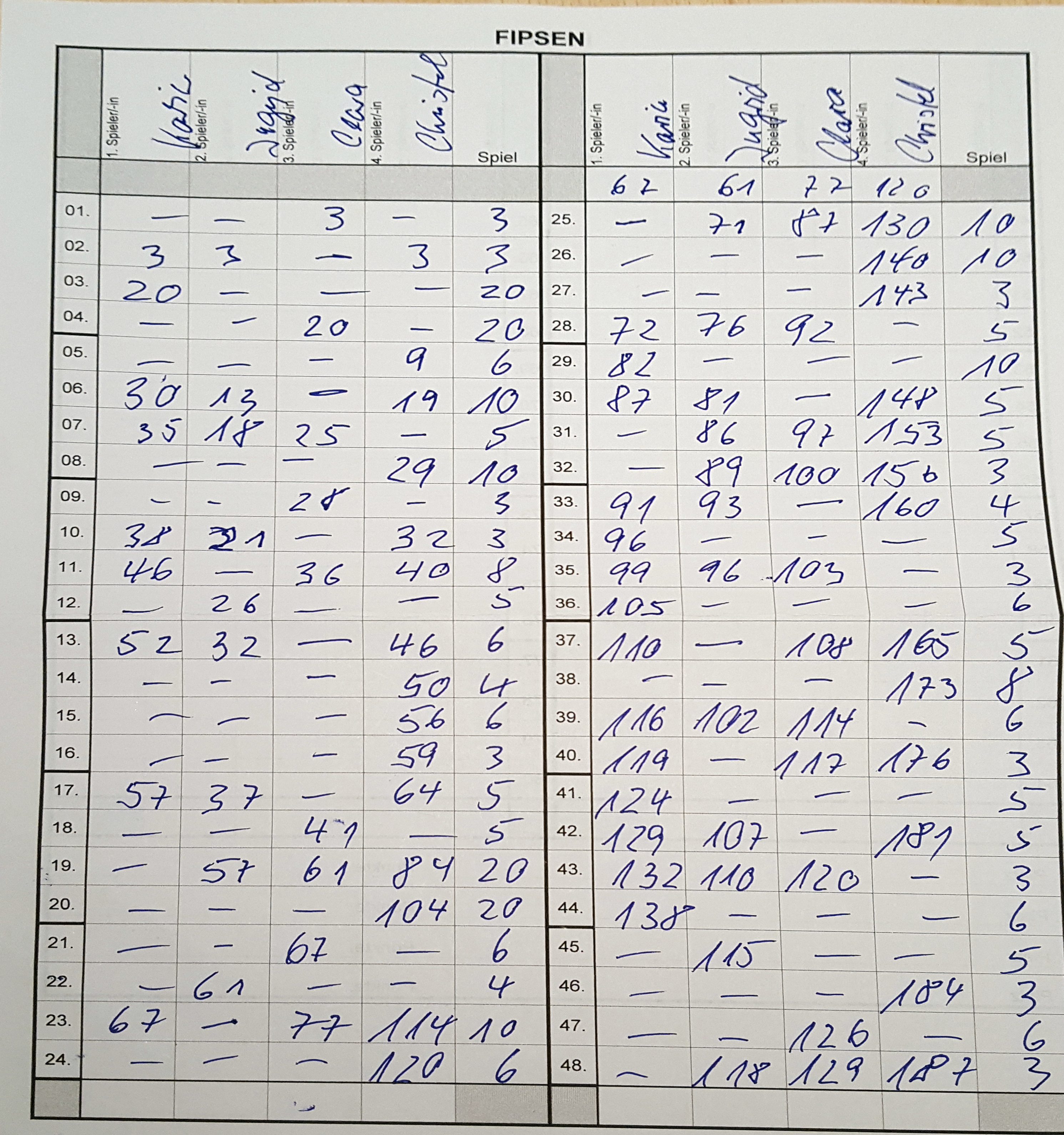
Teil eines Fipsen-Spielzettel

Der Spieler mit dem höchsten Angebot wird zum Ansager oder Spielmacher, nimmt den Skat auf, legt zwei Karten ab und sagt Trumpf an, es sei denn, das Gebot war ein Gute, in diesem Fall ist Trumpf automatisch Kreuz. Vorhand spielt zum ersten Stich aus. Die Spieler müssen, wenn möglich, Farbe bedienen, andernfalls dürfen sie zuwerfen. Der Gewinner des Stichs spielt zum nächsten aus. Das Spiel endet, wenn der Alleinspieler die angekündigte Anzahl Stiche erfolgreich macht oder nicht. Bei Erfolg erhält der Alleinspieler die Anzahl der angekündigten Stiche, doppelt so viele, wenn Kreuz Trumpf ist. Ein Kieker ist 10 Punkte wert und ein Fips 20, beides doppelt beim Kreuz. Ein Alleinspieler, der die angekündigte Anzahl Stiche weniger als fünf erreicht hat, kann fortfahren, indem er sagt: „Ich spiel‘ durch“ oder „Ich will alles“, um ein Durch weiterspielen, also alle fünf Stiche. Bei einem Turnier gewinnen die beiden Spieler mit den meisten Punkten an einem Tisch einen Preis – z. B. eine Schweinshaxe. In privaten Runden spielen die Spieler um kleine Einsätze, wobei typischerweise 1 Punkt = 1 Cent.

## Thedinghauser Fipsen

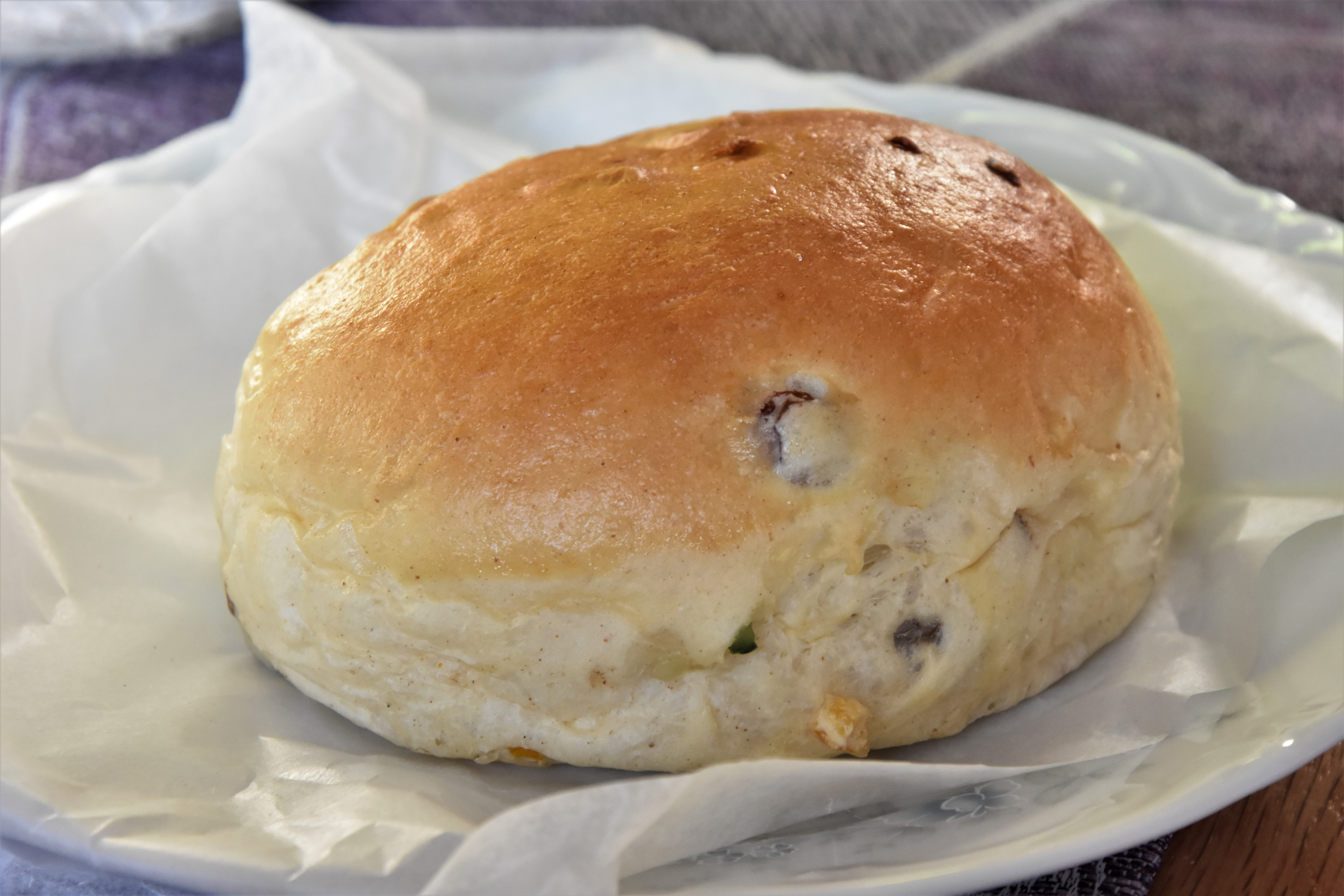
Das Ziel beim Fipsen, wie es in Thedinghausen gespielt wird, ist Hedewigs zu gewinnen.

In Thedinghausen, einem Dorf südöstlich von Bremen, wird traditionell nach der jährlichen Versammlung der örtlichen Bauern, der „Bauernkör“, die früher den Bezirk, die „Bürgerei“, vertraten und landwirtschaftliche Angelegenheiten regelten, ein ganz anderes Spiel gespielt. Heute ist es eher ein geselliges Beisammensein mit Gastrednern, die über Themen von lokalem Interesse sprechen. Nach der Versammlung begeben sich die Männer in eine Kneipe oder in das Haus eines Mitglieds, um ein Spiel zu fünft ohne Bieten zu spielen.
Die wichtigsten Unterschiede zu den oben beschriebenen Spielen sind:
- Ziel ist es, als Erster über mehrere Runden hinweg 10 Stiche zu machen.
- Es gibt fünf Spieler.
- Es gibt keine Auktion.
- Die Trumpfkarten werden durch das Aufdecken bestimmt.
- Die Spieler müssen nicht nur Farbe bekennen, sondern auch wenn möglich übernehmen.

Die Spielregeln sind wie folgt:
Fünf Personen spielen mit ein normales Skatspiel von 32 Blatt. Innerhalb jede Farbe herrscht die naturliche Rangfolge.
| Rangfolge beim Thedinghauser Fipsen |                  |                  |                  |
| Kreuz                               | Herz             | Pik              | Karo             |
| A K Q J 10 9 8 7                    | A K Q J 10 9 8 7 | A K Q J 10 9 8 7 | A K Q J 10 9 8 7 |

Jeder zahlt den Preis einer „Hedewig“ in den Pot. Nachdem der Kartenstapel vom Kartengeber gemischt und von seinem rechten Nachbar abgehoben wird, teilt der Geber jedem fünf Karten aus und deckt dann die nächste als Trumpfkarte auf. Die restlichen sechs Karten werden beiseite gelegt und nicht verwendet. Ziel ist es, so viele Stiche wie möglich zu gewinnen.
Vorhand (links vom Geber) führt zum ersten Stich. Farbe muss bekennt werden; wenn dies nicht möglich ist, müssen die Spieler, wenn möglich, trumpfen und übertrumpfen. Wenn ein Spieler nach Erhalt von fünf Karten „Fipsen“ ansagt, ist dies ein Durchmarsch-Ansage und der Alleinspieler muss alle fünf Stiche gewinnen.
Der erste Spieler, der zehn Stiche macht, gewinnt fünf „Hedewigs“. Ein Spieler, der ein „Fipsen“ gewinnt, verdient das Doppelte, d. h. fünf „Hedewigs“. Wenn jedoch auch nur ein Stich an einen Gegner verloren geht, muss der Spieler fünf „Hedewigs“ zahlen. Nach jeder Runde erhält der Gewinner einen Zettel und am Ende des Spiels rechnen die Spieler aus, wie viele „Hedewigs“ sie gewonnen haben. Ein „Hedewig“ ist eine Art Rosinenbrötchen, das in der Region heimisch ist und auch als Heißwecke bekannt ist.
Ähnliche Spiele werden auch anderswo in Österreich und Deutschland gespielt. In Angeln zum Beispiel spielte man früher „Stutenspiel“ um „Stuten“, also Korinthenbrötchen. Andere Spiele um Kuchen oder Brötchen werden traditionell in Hessen (Bauerchenspiel) und in Teilen Österreichs gespielt.